# Conservator
Een conservator of conservatrice kan verwijzen naar:
- de beheerder van een kunstverzameling
- de beheerder van een collectie van voorwerpen met artistieke of wetenschappelijke waarde
- de beheerder van data
- de beheerder van een natuurgebied

Indien er meerdere conservatoren verbonden zijn aan een collectie kan er ook een hoofdconservator zijn.

## Conservator in een museum
In een groot museum is de hoofdconservator de hoofdverantwoordelijke die in samenwerking met de wetenschappelijke staf de opbouw en instandhouding van de museumcollectie organiseert. De collectie kan bijvoorbeeld bestaan uit kunstwerken of andere voorwerpen van cultuurhistorische of wetenschappelijke waarde. In toenemende mate gebeurt de catalogisatie van deze voorwerpen met behulp van digitale bestanden.
In kleine musea kan de conservator daadwerkelijk zelf de conservering van de objecten ter hand nemen. Doorgaans werkt de conservator echter samen met een team van restauratoren. In grote musea gebeurt de restauratie onder de supervisie van de conservator of het 'hoofd' van de collecties.
De hoofdconservator van een museum stelt de permanente tentoonstelling samen en organiseert wisseltentoonstellingen. Tijdelijke tentoonstellingen kunnen ook gemaakt worden door een gastconservator die specialist is met betrekking tot het onderwerp van de tijdelijke tentoonstelling. Van een conservator wordt verwacht dat hij de collectie ontsluit door het documenteren van de collectie, het geven van lezingen en het publiceren van wetenschappelijke geschriften en publiekscatalogi. Een mogelijke vooropleiding voor een conservator is de studierichting kunstgeschiedenis.
Vaak wordt de term hoofdconservator gebruikt voor de persoon die men evengoed de 'museumdirecteur' zou kunnen noemen. Sommige musea hebben naast de 'artistiek directeur' een 'economisch directeur' die zorgt voor budgetbewaking.

### Verschil met curator
Een curator van een tentoonstelling is degene die, veelal op projectbasis, een tentoonstelling organiseert en er de artistieke verantwoordelijkheid voor neemt. De term is overgenomen uit het Engels en is tegenwoordig in de tentoonstellingswereld synoniem met 'tentoonstellingsmaker'. De objecten die hij of zij laat zien kunnen allemaal afkomstig zijn van bruikleengevers.

## Conservator van een natuurgebied
De conservator van een natuurgebied is verantwoordelijk voor het inrichten en beheren van het natuurgebied. Hij of zij beslist welke beheersmaatregelen er genomen moeten worden om de natuurwaarde te behouden en te verhogen en ziet toe op het uitvoeren ervan. Daarnaast gaat de conservator ook vaak kijken in het natuurgebied om de ontwikkelingen op te volgen, de natuur te bestuderen en eventueel vandalisme, zwerfvuil en sleet aan te pakken.